# ماساهارو تاکه
ماساهارو تاکه (انگلیسی: Masaharu Take؛ زادهٔ ۱ ژانویهٔ ۱۹۶۷) کارگردان فیلم اهل ژاپن است. عشق ۱۰۰ ینی در سال ۲۰۱۴ و مجموعه تلویزیونی کارگردان برهنه در سال ۲۰۱۹ از فیلم‌هایی است که او کارگردانی کرده‌است.